# Chamberlainia campestris
Chamberlainia campestris là một loài Rêu trong họ Brachytheciaceae. Loài này được (Müll. Hal.) H. Rob. mô tả khoa học đầu tiên năm 1962.